# 丘洛克农村居民点
丘洛克农村居民点（俄语：Чулокское сельское поселение）是俄罗斯联邦沃罗涅日州布图尔利诺夫卡区所属的一个农村居民点。其下辖有2个居民点，行政中心为丘洛克。据2016年统计，该农村居民点的人口为942人。